# Batalla de Madrid
La batalla de Madrid foren els combats entre les forces lleials al govern de la Segona República Espanyola i els militars revoltats durant el mes de novembre del 1936 per aconseguir el control de la ciutat a l'inici de la Guerra Civil espanyola.
Les condecoracions militars més importants de la República Espanyola, la Placa Laureada de Madrid i el Distintiu de Madrid (Distintivo de Madrid), varen rebre el nom de la capital d'Espanya que durant la guerra civil va simbolitzar valor i resistència antifeixista a causa del llarg assetjament.

## Antecedents
La insurrecció militar del dia 17 al Marroc es va estendre per la majoria de les guarnicions militars però a Madrid la conspiració va estar força desorganitzada i els insurrectes es van quedar als seus quarters, i finalment van quedar bloquejats per les forces fidels a la República i les milícies populars.

## Batalla
El mes d'octubre, el general Franco inicia l'assalt a Madrid des de Toledo, a 70 km. Les forces colonials compten amb vuit columnes, combinant l'acció amb la cavalleria de Mola i carros de combat alemanys. Madrid, plena de refugiats que plantegen un problema logístic d'abastament alimentari, és bombardejat durament i regularment mentre les milícies, sense experiència s'estructuren sota el comandament dels generals Miaja i Rojo. Les tropes franquistes arriben a Móstoles, Leganés i Getafe el 4 de novembre. En aquest context de tensió es va produir l'assetjament del Cuartel de la Montaña i les matances de Paracuellos en les quals milers de militars, falangistes, militants de dretes i religiosos són assassinats. La ciutat és assaltada pel sud i per l'oest. El 6 de novembre el govern va fugir fora de la zona de combat, a València. L'atac dels nacionals contra la capital va ser rebutjat en una ferotge batalla que es lliuraria a l'entorn de la Casa de Campo i la Ciudad Universitaria, entre els dies 8 i 23 de novembre gràcies a la resistència de xoc de les milícies i els sindicats, l'arribada de 3.000 membres de les Brigades Internacionals, els primers avions «Mosques» soviètics, i el suport de tanquistes experimentats. Madrid es convertia en el símbol mundial de la lluita contra el feixisme. El 23 de novembre Franco renuncia a la conquesta ràpida de Madrid i decideix allargar la guerra guanyant-la per esgotament del bàndol republicà.

## Conseqüències
La batalla acabà amb la victòria republicana, els quals es feren forts a la ciutat i aconseguiren mantenir la comunicació per via terrestre amb els territoris que encara es mantenien lleials al govern democràtic, bàsicament Catalunya i la zona oriental de la península. Aquesta situació perdurà i donà lloc a l'anomenat setge de Madrid, situació de bloqueig sota la pressió militar, que durà fins a la caiguda de la ciutat en mans franquistes el 28 de març del 1939, pocs dies abans de la caiguda de la República Espanyola i el final de la guerra.
Només durant els bombardejos de Madrid del 1936, els primers bombardejos urbans sistemàtics de la història de l'aviació, van morir unes 2000 persones, segons Hugh Thomas.

## Literatura i cançons
La defensa de Madrid esdevingué un tema quasi mític a la imaginació popular durant la Guerra Civil. La capital assetjada, amb l'enemic tan a prop però incapaç de conquerir-la, va inspirar cançons, com "Los Emboscados: (una de les versions de "Si me quieres escribir") i poemes com aquest de Rafael Alberti, "Madrid, corazón de España" que comença així:
| Madrid, corazón de España, late con pulsos de fiebre. Si ayer la sangre le hervía, hoy con más calor le hierve. Ya nunca podrá dormirse, porque si Madrid se duerme, querrá despertarse un día y el alba no vendrá a verle. No olvides, Madrid, la guerra; jamás olvides que enfrente los ojos del enemigo te echan miradas de muerte. | Madrid, cor d'Espanya, Batega amb batecs de febre. Si ahir la sang li bullia, Avui amb més calor li bull. Ja mai no podrà adormir-se, Car si Madrid s'adorm. Voldrà despertar-se un dia I l'alba no vindrà a veure-la. No oblidis, Madrid, la guerra. Mai no oblidis que devant teu. Els ulls de l'enemic Et llencen esguards de mort. |  |